# Остеопатия

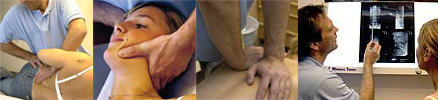
Остеопатическое манипулятивное лечение (ОМТ) включает пальпацию и манипуляции с костями, мышцами, суставами и фасциями.

Остеопа́тия (от др.-греч. ὀστέον — кость + πάθος — болезнь, заболевание) — система лечения альтернативной медицины, не имеющая научного обоснования. В основе остеопатии лежит представление о том, что решающее значение имеют связи между работой тех или иных органов и мышечно-скелетной структурой. Она создана Эндрю Тейлором Стиллом 22 июня 1874 года.
Принципы классической остеопатии не признаны научной медициной. В медицинской практике остеопатия является составной частью мануальной терапии. Э. Т. Стилл обосновывал остеопатию собственной доктриной, в которой он полностью отрицал методы медицины, включая применение лекарств, и противопоставлял свою систему лечения медицинской практике того времени. 
К остеопатии близки другие мануальные практики — массаж, мануальная терапия и хиропрактика, все они отличаются особенностями общего метода воздействия и ценой для пациента, но имеют сходную результативность.
В научной медицинской литературе термин «остеопатия» может использоваться в качестве общего наименования ряда костных заболеваний, в первую очередь диспластического и дистрофического характера, например, «остеопатия надколенника», «нефрогенная остеопатия», «печёночная остеопатия», «полосчатая остеопатия», остеопатия врождённая пятнистая множественная.

## Описание

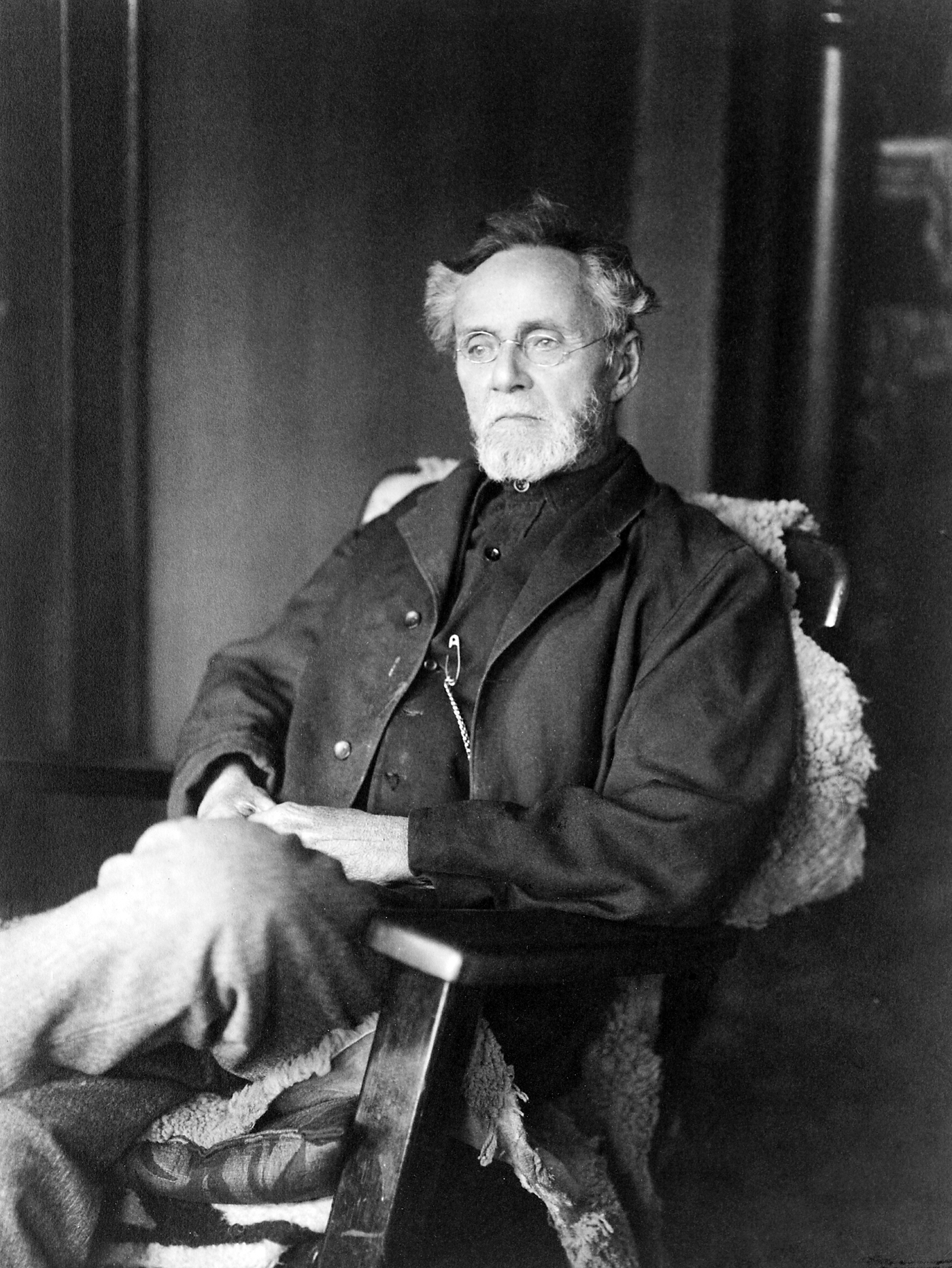
Эндрю Тейлор Стилл в 1914 году

Автор остеопатии Э. Стилл создал философию остеопатии, которая была целостной, натуралистической и упирала на здоровье, а не на болезнь. Остеопатическая концепция гласит, что причина любого недуга содержится в анатомических нарушениях, которые легко «вправляются» умелыми руками.
Остеопатия в своей основе близка к хиропрактике, созданной жившим в соседнем с Миссури штате Айова Дэниелем Палмером приблизительно в то же время. Оба учения базируются на идее о том, что любые болезни можно диагностировать и лечить (одними только) руками, разница между ними в деталях: хиропрактики «вправляют» кости, а остеопаты нежно массируют тело и ведут «диалог с тканями».
В России остеопатия определена как холистическая мануальная система профилактики, диагностики, лечения и реабилитации последствий соматических дисфункций, влекущих за собой нарушения здоровья, направленная на восстановление природных способностей организма к самокоррекции.
Остеопатические практики основаны на пяти моделях структурно-функциональных связей.
1. Биомеханическая модель рассматривает организм как комплекс соматических компонентов, связанных с поддержанием осанки и равновесия[8].
2. Модель дыхания-кровообращения основана на поддержании межклеточной и внутриклеточной среды организма посредством беспрепятственной доставки кислорода и питательных веществ к клеткам тела и удаления их отходов[8].
3. Неврологическая модель рассматривает влияние стимулирования позвоночника, проприоцептивной функции, вегетативной нервной системы и активности ноцицепторов (болевых волокон) на функцию нейроэндокринной иммунной сети[8].
4. Биопсихосоциальная модель распознает различные реакции и психологические стрессы, которые могут повлиять на здоровье и самочувствие пациентов[8].
5. Согласно биоэнергетической модели организм стремится поддерживать баланс между производством, распределением и расходом энергии, а поддержание этого баланса улучшает способность организма адаптироваться к различным стрессам (иммунологическим, питательным, психологическим и другим)[9].

В США был проведён опрос 2000 докторов остеопатии, который показал, что остеопатические методы используются ими в 6-20 % случаях. Американские остеопаты совмещают общую медицинскую практику с небольшой долей остеопатических методов, используют последние при соматических недугах. В отличие от них в России остеопаты пытаются лечить тяжёлые заболевания.

### Варианты остеопатии
Краниосакральный (в переводе с латыни — черепно-крестцовый) раздел остеопатии основан на восстановлении микроподвижности головного и спинного мозга, а также окружающих их оболочек, швов костей и черепа.
Висцеральный раздел остеопатии — остеопатия внутренних органов (от лат. viscerum — внутренний) направлен на устранение нарушений подвижности внутренних органов.

## История
В XIX веке американский врач Эндрю Т. Стилл, после смерти родных разочаровавшийся в возможностях медицины, разработал свою систему лечения людей. Он стремился создать новую медицину, которая «лечит не болезнь, а больного», сформулировал основные принципы остеопатии и разработал комплекс её приёмов. Датой появления остеопатии считается 22 июня 1874 года.
В 1892 году Стилл основал Американскую школу остеопатии (англ. American School of Osteopathy) в Керксвилле (шт. Миссури).
Популярности остеопатии способствовало в том числе высказывание С. Клеменса (литературный псевдоним — Марк Твен) на ассамблее штата Нью-Йорк: «Просить мнение врача об остеопатии — всё равно что спрашивать Сатану о христианстве».
В одно время с остеопатией было придумано конкурирующее направление — хиропрактика.

## Эффективность остеопатии
Исследователи не выделяют остеопатию из других мануальных практик. В исследованиях выявлено, что все методы терапии болей в спине имеют приблизительно одинаковую клиническую эффективность. Анализ показал, что статистические эффекты вызваны различиями в методиках подсчёта. В частности, был опубликован метаобзор, в котором утверждается эффективность мануальных практик, хотя исследования, включённые в обзор, содержат выводы об отсутствии эффекта в сравнении с другими методами лечения. Например, ни мануальные практики, ни диклофенак не давали дополнительного эффекта к обычной терапии парацетамолом.
Остеопатия помогает при недержании мочи. Равный эффект имеют физические упражнения, укрепляющие мышцы тазового дна, что является общим принципом лечения таких расстройств.
Остеопатия, как и близкая к ней хиропрактика, не помогает при коликах у младенцев.
Строгая проверка методов остеопатии при лечении хронических болей в спине показала, что она даёт хоть какой-то эффект только в комплексе с другой терапией. Одно только остеопатическое лечение не даёт заметного эффекта в сравнении с плацебо (мнимым лечением). Все исследования, показавшие эффективность остеопатии, имеют низкое качество (ошибки в методике исследования), 17 из 26 имеют признаки предвзятости. При астме, пневмонии, болезненных менструациях и младенческих коликах эффект не отличим от плацебо. Остеопатическое лечение болей в пояснице не имеет клинически значимого эффекта.
У остеопатов «исцеляются» тревожные пациенты, в жизни которых не хватает тепла и внимания.

## Опасность остеопатии
Прямого вреда у остеопатии практически нет, но, как и у других методов альтернативной медицины, существует косвенный вред — отказ от обычного лечения. Известен печальный случай в Австралии, где родители Изабеллы Денли с диагностированной эпилепсией, обращавшиеся в том числе к остеопату, под влиянием всех альтернативных лекарей отказались от медикаментозного лечения и девочка умерла в возрасте 13 месяцев.
По мнению разных специалистов, главная опасность остеопатии в том, что вместо неотложного лечения пациент тратит драгоценное время, а также рискует получить неверный диагноз. Остеопатия вместо ранней реабилитации или вместо адекватной диагностики заставляет людей надеяться на чудо, в результате можно упустить время для эффективного лечения, и тогда может стать слишком поздно.
20 января 2025 года в частном медцентре в Казани, где родителям обещают «убрать послеродовые зажимы» у их маленьких детей, на сеансе у остеопата умер годовалый младенец.

## Легализация остеопатии
Когда-то остеопатия полностью противопоставляла себя официальной медицине. Теперь, наоборот, стремится стать ее законной частью.
Остеопатия имеется в российской номенклатуре специальностей специалистов, имеющих высшее медицинское и фармацевтическое образование.
По информации А. В. Водовозова, при изменении списка в 2015 году остеопатия была оставлена в нём из-за покровительства остеопатов высокопоставленными чиновниками, а, например, диабетология была исключена несмотря на высокую распространённость диабета 2 типа.
В начале 2018 года в России вступил в силу приказ Минздрава «Об утверждении порядка оказания медицинской помощи населению по профилю „Остеопатия“», а осенью — «Об утверждении примерной дополнительной профессиональной программы по специальности „Остеопатия“».
В России остеопатия стала сертифицированной врачебной специальностью, но это никак не подтверждает её научность — цель сертификации заключается в том, чтобы остеопатов можно было законодательно регулировать. Теперь остеопатом можно стать, сначала получив диплом врача, а затем окончив ординатуру по специальности «остеопатия». В 2019 году должен был состояться первый выпуск ординаторов по специальности «остеопатия», до которого врачи-остеопаты не существовали, а люди, практикующие остеопатию до этого времени, получили свои дипломы остеопатов не в медицинских образовательных организациях и врачами не являются.
В США есть отдельная подготовка остеопатов со своим лицензированием и отдельное от медицины звание DO (англ. Doctor of Osteopathy — доктор остеопатии).
Американские и европейские остеопаты после легализации перестали лечить всё, кроме «разработки» суставов и релаксации.

## Краниосакральная терапия
Краниосакральная терапия, краниопатия, или черепная остеопатия, — вариант остеопатии. Название происходит от латинских слов «cranium» (череп) и «sacrum» (крестец). Является лженаукой.
В 1930−1940 гг. остеопат Уильям Г. Сазерленд (англ. William Garner Sutherland) разработал концепцию «черепной остеопатии» о том, что нежные манипуляции вокруг головы и шеи могут избавить человека от многих проблем со здоровьем. На основе его работ в 1970-х остеопат Джон Апледжер (англ. John Upledger) выделил из остеопатии манипуляции с головой и шеей как отдельное направление — «краниосакральную терапию».
У краниосакральной терапии нет общепризнанного определения. Её сторонники сходятся в том, что ограничения ритмичных малых движений в швах между костями черепа могут отрицательно влиять на все органы тела человека посредством импульсов, передающихся через спинномозговую жидкость. Всё, что находится в контакте со спинномозговой жидкостью, включая мозг, спинной мозг и их защитные мембраны, рассматривается как часть краниосакральной системы и потенциально подвержено такому воздействию. Сторонники краниопатии считают, что ограничения подвижности или ровности черепных швов нарушают ритмичность потоков спинномозговой жидкости и это отрицательно влияет на здоровье. Также они считают, что мануальные техники способны восстановить нормальную функцию этой ритмической системы.
Адепты утверждают, что способны определить «ритм» в черепе, крестце, спинномозговой жидкости и пр., при этом современные краниопаты используют субъективные понятия — энергия, гармония, равновесие, ритм и поток. Ритм измеряется только с помощью рук, без инструментов.
«Краниосакральный ритм» не упоминается в классической медицинской литературе. Проведённое в 1994 году научное исследование не подтвердило возможности непротиворечивой его оценки разными остеопатами: «Краниосакральная ритмическая активность» не наблюдается [инструментально], руками её обнаружить также не удаётся, в действительности она не существует. В систематическом обзоре специалисты Отдела оценки технологий в области здравоохранения (англ. Office of Health Technology Assessment) при Университете Британской Колумбии (Канада) пришли к выводам о бесполезности краниосакральной терапии: «Есть свидетельства существования краниосакрального ритма, пульсаций или первичного дыхания, независимого от прочих измеряемых ритмов тела. Однако, нет никаких научных свидетельств того, что такой краниосакральный ритм может быть достоверно определен человеком... Нет доказательств того, что краниосакральная терапия может быть рекомендована хоть кому-то в какой-либо клинической ситуации».